# Óscar González Loyo
Oscar González Loyo (Ciudad de México, 11 de abril de 1959 - 7 de febrero de 2021) fue un artista de cómic, historietista y dibujante mexicano, creador del cómic Karmatrón y los Transformables y uno de los miembros fundadores de la editorial independiente ¡Ka-Boom! Estudio.

## Biografía
Nació el 11 de abril de 1959 en la Ciudad de México. Hijo del también historietista Oscar González Guerrero. González Loyo tuvo contacto en su infancia con muchos profesionales de la historieta mexicana de los años 50-70, quienes eventualmente ejercieron su influencia en su propio arte. Estudió hasta el séptimo semestre de la Carrera de Diseño Gráfico en la Escuela Nacional de Artes Plásticas de la Universidad Nacional Autónoma de México, de la cual desertó en 1980, posterior a esto decidió dedicarse por completo a la elaboración de historietas en México.
En 1973 comienza su carrera profesional, dibujando contraportadas en la revista Las Aventuras de Capulina, con las secciones: "Aprende a dibujar", para Editormex Mexicana S.A. En 1982 realiza su primer cómic como artista titular: "Las Aventuras de Parchís". En 1985 Dibuja 10 números de "Katy la Oruga" para Editorial Ejea. En febrero de 1986, "Karmatrón y los Transformables", un cómic de su propia autoría es lanzado a la venta, siendo publicado durante 298 números de aparición semanal. Esta historieta se ha convertido en su trabajo icónico.
A finales de los años ochenta, realizó el arte de portada de las ediciones en video VHS y Laserdisc de las versiones estadounidenses de las series de Astroboy, Kimba el León Blanco y Gigantor. Colaboró en diversos títulos mexicanos como Las Aventuras de Cepillín, El Monje Loco, y las publicaciones estadounidenses Los Picapiedra, The New Speed Racer, Tiny Toons, Looney Tunes..
En 1997 es nombrado Director de Animación de Plaza Sésamo para Latinoamérica, producción de Televisa, donde crea y diseña los personajes para los dibujos animados del programa de televisión del año 1997. En 1998 se integra al departamento creativo de Bongo Comics, colaborando en las tiras cómicas de Los Simpson para el periódico London Times. Al ser miembro del equipo que realizó el especial de terror Bart Simpson's Treehouse of Horror" #5, se convirtió en el segundo dibujante mexicano, y el primero nacido en México, en ganar el Premio Will Eisner, premio que fue entregado al equipo formado por Jill Thompson, Steve Steere Jr., Scott Shaw!, Sergio Aragonés, y Doug TenNapel además del hoy occiso.
A lo largo de su carrera, Óscar González Loyo también trabajó con otros artistas del medio de la historieta, tales como: Humberto Ramos, Armando Anguiano, Ángel Mora, José Cabezas, Héctor Macedo, José Pacindo, Víctor Chombeaux, Fausto Buendía, entre otros.
El 7 de febrero de 2021 González Loyo falleció a causa de complicaciones relacionadas con varias condiciones médicas.

## ¡Ka-Boom! Estudio
González Loyo fundó ¡Ka-Boom! Estudio en 1994 y ocupó el puesto vitalicio de director general y editor en jefe en su misma empresa, hasta su fallecimiento por causas naturales. En el 2002 el estudio publicó una nueva edición de Karmatrón y los Transformables, que contó con 20 números publicados.
Miembros de estudio Ka-boom han participado en la difusión del cómic como arte y se han presentado en programas de televisión y radio. Asimismo, a lo largo de su trayectoria han sido invitados a dar conferencias en distintos Estados de la República Mexicana.